# Cliff Park Brook
Cliff Park Brook – strumień w Stanach Zjednoczonych, w stanie Nowy Jork, w hrabstwie Tompkins. Strumień jest jednym z dopływów Cayuga Inlet, wpływa do tejże w miejscowości Ithaca. Długość cieku nie została określona, natomiast powierzchnia zlewni jest równa 0,85 km².